# Brice Arsène Mankou
Brice Arsène Mankou, né le 3 août 1972 à Brazzaville, est poète et écrivain français d'origine congolaise, sociologue et défenseur des droits congolais,.

## Biographie
Brice Arsène Mankou est un journaliste et écrivain congolais, né le 3 août 1972 à Brazzaville. Diplômé en Citoyenneté, Droits de l’Homme et Action humanitaire à l’Université d’Évry-Val d’Essonne. Diplôme en Droits de l'Homme et détenteur d'un Master en Sociologie. Titulaire d'un doctorat en sociologie option changement social en 2011 à l'Université de Lille sous la direction du professeur Rémy Bazenguissa Ganga, directeur d'études à l'École des hautes études en sciences sociales (EHESS),. Il est cofondateur avec Deux Lensois et Brigitte Levat le Cercle des amis du Congo pour favoriser les échanges culturels entre le Congo et la France.
En 2020, Brice a coordonné l'Anthologie de la Maison de la poésie de Beuvry : Chœur Métis, lors du Festival du même nom à Beuvry avec les écrivains francophones internationaux dans les Hauts-de-France,.

## Œuvres

### Essais
- Massacre des enfants du Congo-Brazzaville : La responsabilité de l’État et des leaders politiques (2002)[10].
- Les hommes et l'emploi au Congo[2]

### Poésies
- Afrique, mon Afrique
- La lettre à Punta Negra
- Prière à Moe Tchikambissi
- Enfants de la patrie !
- Cri du sang !
- Morts dans l’anonymat !
- Soldats d’ailleurs, tirailleurs d’ailleurs !
- Les gueules noires de la République
- Esclaves hier, tirailleurs aujourd’hui